# Botricello
Botricello is een gemeente in de Italiaanse provincie Catanzaro (regio Calabrië) en telt 4690 inwoners (31-12-2004). De oppervlakte bedraagt 15,2 km², de bevolkingsdichtheid is 300,9 inwoners per km².

## Demografie
Botricello telt ongeveer 1715 huishoudens. Het aantal inwoners daalde in de periode 1991-2001 met 8,5% volgens cijfers uit de tienjaarlijkse volkstellingen van ISTAT.
| Jaar | Inwoneraantal |
| ---- | ------------- |
| 1991 | 5010          |
| 2001 | 4586          |

## Geografie
De gemeente ligt op ongeveer 19 m boven zeeniveau.
Botricello grenst aan de volgende gemeenten: Andali, Belcastro, Cropani.